# 수르다스

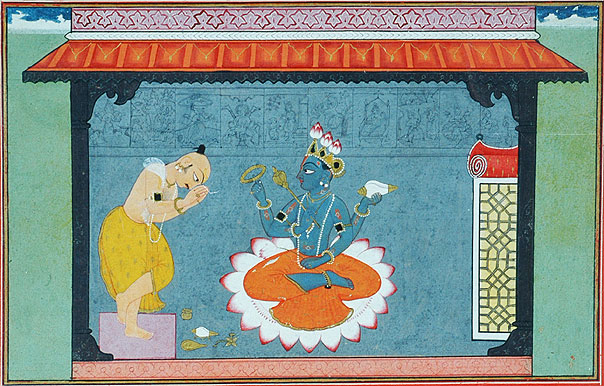

수르다스(Surdas, ? ~ ?)는 인도의 힌디 시인이다. 크리슈나 신앙 시인 중에서 최초이며 최고의 시인이라 불린다. 사원(寺院)에서 작시(作詩)하면서 노래하였다고 전해지며, 시집 <수르의 바다>는 크리시나 행전(行傳)이기는 하지만 특히 크리시나의 유년시절에 중점을 두어 악동(惡童) 크리시나에 대한 모친의 무한한 애정 속에, 또 목녀(牧女)들의 크리시나에 대한 열정 속에 신에 대한 열렬한 신앙심을 토로하였다. 그의 시에 의해 브라지 바샤는 북부 인도의 문학용어로서 확립되었다고 한다.